# Cattedrale dei Santi Pietro e Paolo (Lamezia Terme)
La cattedrale dei Santi Pietro e Paolo, situata nel centro storico di Nicastro, è la cattedrale della diocesi di Lamezia Terme.

## Storia
La prima cattedrale, secondo tradizione, fu edificata in età bizantina con il titolo dell'Assunta, ma di essa non si conosce l'esatta ubicazione. Nel 1100 la contessa Eremburga, nipote di Roberto il Guiscardo costruì una nuova cattedrale dedicandola ai santi Pietro e Paolo, maestosa e in stile romanico, presso la confluenza dei torrenti Piazza e Canne (nell'area attualmente compresa tra la chiesa del Crocefisso e l'edificio scolastico).

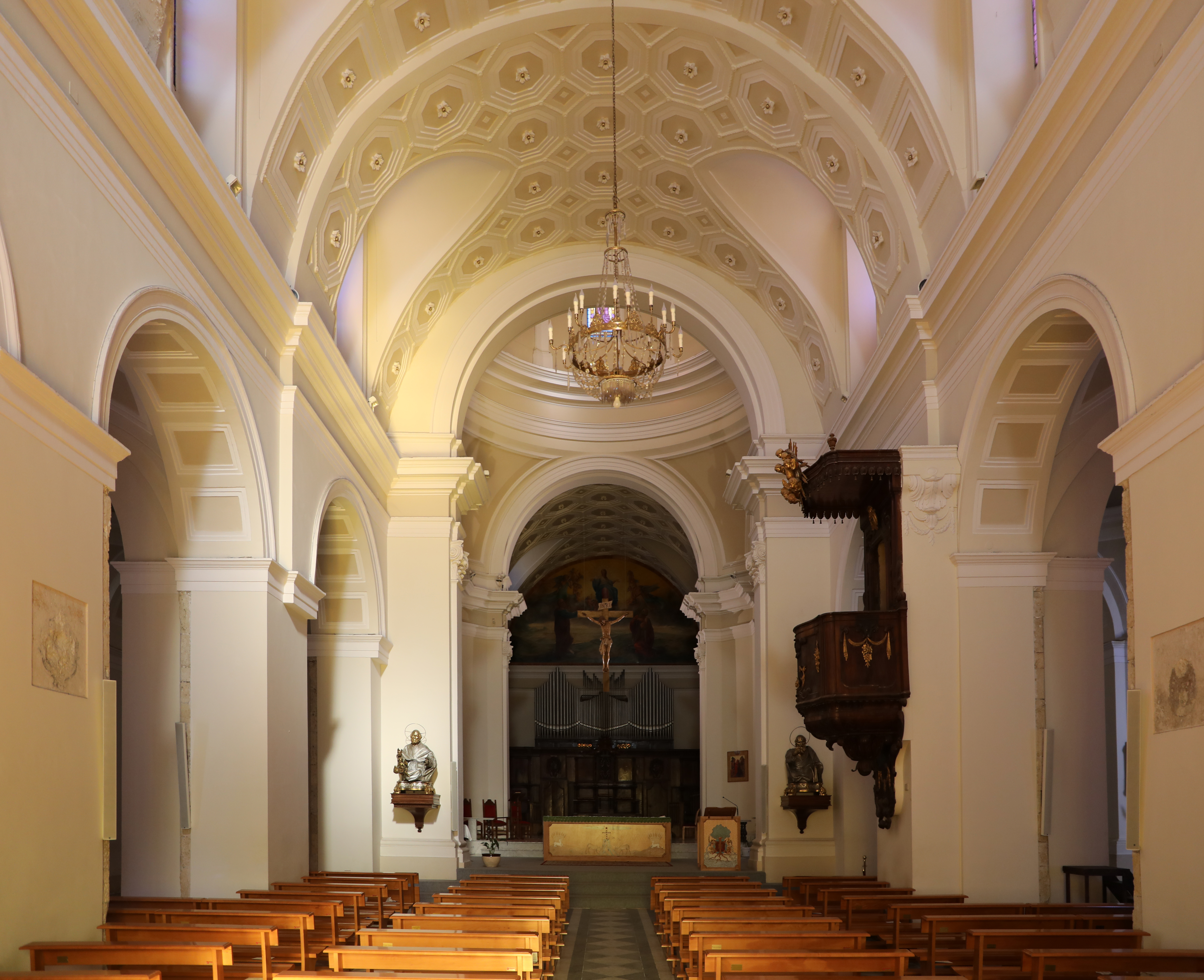
Interno

Questo edificio crollò in seguito al terremoto del 1638 e nel 1640 Mons. Giovan Tommaso Perrone iniziò l'edificazione di una nuova cattedrale ubicandola nell'attuale sito.
Tra il 1693 e il 1702 fu realizzato il coro ligneo, ampliato e completato nel 1731 da monsignor Angeletti.
Dopo decenni di decadenza si provvide per opera di Mons. Carlo Pellegrini ad una riqualificazione del sacro edificio con lavori di sistemazione interna e con il rinnovamento dell'arredo liturgico.
Tra il 1825 ed il 1854 Mons. Berlingeri riconfigurò lo spazio interno ampliandolo con l'innalzamento delle volte, in sostituzione del soffitto piano andato in rovina, con l'estensione del transetto concluso con due absidi e con l'edificazione di due cappelle aggiuntive nelle navate laterali.
Alla fine dell'800 la facciata seicentesca perse totalmente il suo carattere architettonico con il rimodellamento del prospetto che venne ulteriormente variato nel 1925 assumendo l'attuale configurazione. Nel 1935 fu innalzata la cupola rivestita con maioliche e nella metà del '900 venne realizzata la presente scalinata. Nel 1969 fu trasformata la parte presbiterale, rimuovendo l'altare maggiore marmoreo della prima metà dell'800, la cancellata in ferro battuto, la cattedra vescovile e restringendo il coro ligneo seicentesco.

### Organo a canne

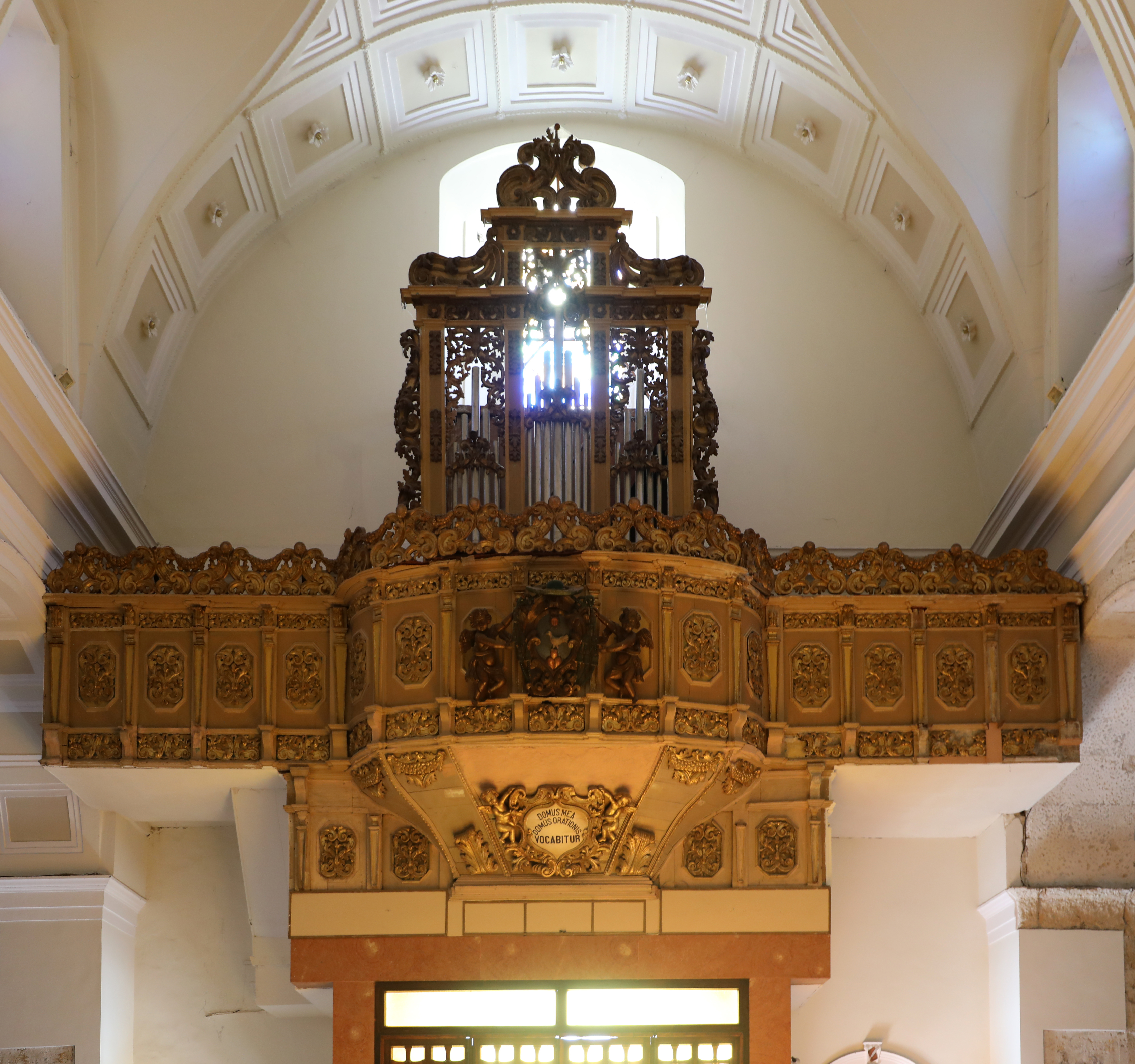
L'organo

Nella chiesa è conservato un organo costruito dalla ditta di Cremona Rotelli-Varesi nel 1960.
Lo strumento, a trasmissione elettrica, ha due tastiere di 61 note e pedaliera di 32 note.